# 1936年ベルリンオリンピックのラトビア選手団
1936年ベルリンオリンピックのラトビア選手団（1936ねんベルリンオリンピックのラトビアせんしゅだん）は、1936年8月1日から8月16日にかけてドイツの首都ベルリンで開催された1936年ベルリンオリンピックのラトビア選手団、およびその競技結果。

## 概要
今大会は銀メダル1個、銅メダル1個の合計2個のメダルを獲得した。

## メダル
| メダル | 選手名                 | 競技       | 種目                                    |
| ------ | ---------------------- | ---------- | --------------------------------------- |
| 銀     | エドヴィンス・ビータグ | レスリング | グレコローマン・スタイル ライトヘビー級 |
| 銅     | アダルベルト・ブベンコ | 陸上       | 男子50km競歩                            |